# 핑키 (영화)
핑키(Pinky)는 미국에서 제작된 엘리아 카잔 감독의 1949년 드라마 영화이다. 진 크레인 등이 주연으로 출연하였고 대릴 F. 자눅 등이 제작에 참여하였다.

## 출연

### 주연
- 진 크레인
- 에델 베리모어

### 조연
- 에델 워터스
- 윌리엄 런디갠
- 배질 루이스댈
- 니나 매 맥키니
- 그리프 바넷
- 프레더릭 오닐
- 이블린 바든
- 레이몬드 그린리프

## 제작진
- 미술: J. 러셀 스펜서
- 미술: 라일 R. 휠러
- 의상: 찰스 르 마리